# Wilhem de Haan
Wilhem de Haan (Amsterdam, 7 febbraio 1801 – Leida, 15 aprile 1855) è stato uno zoologo olandese.

## Biografia
De Haan si specializzò nello studio degli insetti e dei crostacei e fu il primo conservatore degli invertebrati al Rijksmuseum di Leida, ora Naturalis.
Fu obbligato a pensionarsi nel 1846, quando rimase parzialmente paralizzato da una malattia spinale.
Curò il volume sugli invertebrati dell'opera Fauna Japonica di Siebold, che fu pubblicata nel 1833 e presentò, per la prima volta, al mondo occidentale la vita selvatica del Giappone.
Egli nominò parecchi nuovi taxa e parecchi taxa sono stati denominati in suo onore.